# AeroTACA
AeroTACA (acrónimo de Aerotransportes de Casanare) fue una aerolínea colombiana basada en el Aeropuerto Internacional El Dorado de Bogotá, operando vuelos de modalidad chárter dentro de Colombia.

## Historia
La empresa Aerotaxi de Casanare S.A fue fundada a finales de 1965 por el hacendado Omar Díaz en Yopal. La aerolínea comenzó operaciones con aeronaves Cessna 206. El Aeropuerto El Alcaraván se convirtió en su centro de operaciones, en el cual construyeron las instalaciones necesarias para atender pasajeros y el mantenimiento de sus aviones. Pasado el tiempo la aerolínea comenzó a expandirse junto con Yopal. Para 1976 AeroTACA contaba con seis Cessna 206, dos Piper PA-32 y un Piper PA-28. Después, con la explotación petrolera de la región, la empresa aprovechó el crecimiento económico para agrandar su flota con aeronaves Beechcraft King Air y Cessna 404, junto con varios DHC-6 Twin Otter de ACES.
Sin embargo, en 1989, uno de sus aviones se accidentó en la ciudad de Tame al no poder aterrizar. Luego del accidente se trasladaron las instalaciones de la aerolínea al Aeropuerto Internacional El Dorado, y se cambió su nombre a Aerotransportes Casanare. La empresa fue autorizada para ampliar sus rutas hacia territorios que sólo cubría Aires. En 1992 uno de sus aviones fue secuestrado, y el año siguiente, un Twin Otter se estrelló cerca a Yopal. 
Luego de estos accidentes, la aerolínea adquirió un Fairchild Hiller FH-227 que había sido un avión ejecutivo de Texaco, con el cual se intensificaron los vuelos a Yopal, dando la necesidad de ampliar la pista. En 1996 se adquirió un Saab 340 para reemplazar al Fairchild 227. En 1999 ocurrió otro accidente, con este imprevisto se devolvieron los Saab 340 a los arrendadores y fueron reemplazados por aviones Beechcraft 1900C. 

### Liquidación
Desde el año 2000 la empresa comenzó a expandirse por el territorio nacional, además de firmar un contrato de soporte técnico con la venezolana Avior Airlines. También se solicitó operar varias rutas regionales de ACES al entrar el liquidación. La empresa quería llegar a tener 11 aeronaves y cubrir todo el territorio colombiano, pero la empresa entró en liquidación en el año 2006 al no poder mantenerse económicamente estable.
AeroTACA fue una de las tres aerolíneas en Colombia que entraron en liquidación forzada (Intercontinental de Aviación y West Caribbean Airways).La empresa nunca fue liquidada, quedó debiendo salarios y liquidaciones a sus empleados como posiblemente a sus acreedores. Se desconoce el paradero de su representante legal y dueña Patricia Urdaneta.

## Flota histórica
La aerolínea operó las siguientes aeronaves durante su existencia:
| Aeronaves                            | Total | Introducido | Retirado | Matrículas                                                     |
| ------------------------------------ | ----- | ----------- | -------- | -------------------------------------------------------------- |
| Beechcraft 1900                      | 3     | 1999        | 2006     | HK-4203X, HK-4200X y YV-406C                                   |
| De Havilland Canada DHC-6 Twin Otter | 5     | 1988        | 1998     | HK-3523, HK-4194X, HK-2486X, HK-2759X (rrg. HK-2759) y HK-2760 |
| Fairchild Hiller FH-227              | 1     | 1993        | 2000     | HK-1411 (rrg. HK-1411W)                                        |
| Saab 340                             | 1     | 1996        | 1999     | HK-4088X y HK-4115X                                            |

## Antiguos destinos
La aerolínea operó vuelos a los siguientes destinos:
| Destinos              | Aeropuertos                              |
| --------------------- | ---------------------------------------- |
| Aguachica             | Aeropuerto Hacaritama                    |
| Arauca                | Aeropuerto Santiago Pérez Quiroz         |
| Bogotá                | Aeropuerto Internacional El Dorado       |
| Bucaramanga           | Aeropuerto Internacional Palonegro       |
| Cimitarra             | Aeropuerto de Cimitarra                  |
| Cúcuta                | Aeropuerto Internacional Camilo Daza     |
| Florencia             | Aeropuerto Gustavo Artunduaga            |
| Ibagué                | Aeropuerto Perales                       |
| La Pedrera            | Aeropuerto de La Pedrera                 |
| Málaga                | Aeropuerto Jerónimo de Aguayo            |
| Mitú                  | Aeropuerto Fabio Alberto León Bentley    |
| Neiva                 | Aeropuerto Benito Salas                  |
| Paz de Ariporo        | Aeropuerto de Paz de Ariporo             |
| Puerto Berrío         | Aeropuerto de Puerto Berrío              |
| Sabana de Torres      | Aeropuerto de Sabana de Torres           |
| San Gil               | Aeropuerto Los Pozos                     |
| San José del Guaviare | Aeropuerto Jorge Enrique González        |
| Santa Rosa del Sur    | Aeródromo Gabriel Antonio Caro           |
| Saravena              | Aeropuerto Los Colonizadores             |
| Sogamoso              | Aeropuerto Alberto Lleras Camargo        |
| Tame                  | Aeropuerto General Gabriel Vargas Santos |
| Tauramena             | Aeropuerto de Tauramena                  |
| Villanueva            | Aeródromo de Villanueva                  |
| Villavicencio         | Aeropuerto Vanguardia                    |
| Yopal                 | Aeropuerto El Alcaraván                  |